# روبرت باريس
روبرت باريس (بالإنجليزية: Robert Paris)‏ (19 يونيو 1978 في المملكة المتحدة - ) هو لاعب كرة قدم بريطاني في مركز الدفاع. شارك مع منتخب أنغويلا لكرة القدم. أما مع النوادي، فقد لعب مع ميدنهد يونايتد ‏ ونادي كينغستونيان ونادي سلاو تاون وهامبتون أند ريتشموند بورو وBurnham F.C. ‏ وAylesbury United F.C. ‏ وBeaconsfield Town F.C. ‏ ونادي نورثوود لكرة القدم.

## وصلات خارجية
- روبرت باريس على موقع الاتحاد الدولي (مؤرشف)  (الإنجليزية)
- روبرت باريس على موقع قاعدة بيانات كرة القدم.إي يو (الإنجليزية)
- روبرت باريس على موقع ناشيونال فوتبول تيمز (الإنجليزية)